# Steinkreis von Illane
 Der Steinkreis von Illane liegt im namengebenden Townland (irisch An tOileán, „die Insel“), nördlich von Kealkill im County Cork in Irland. Es ist ein gut erhaltener Fünf-Steine-Kreis (englisch Five Stone Circle). 

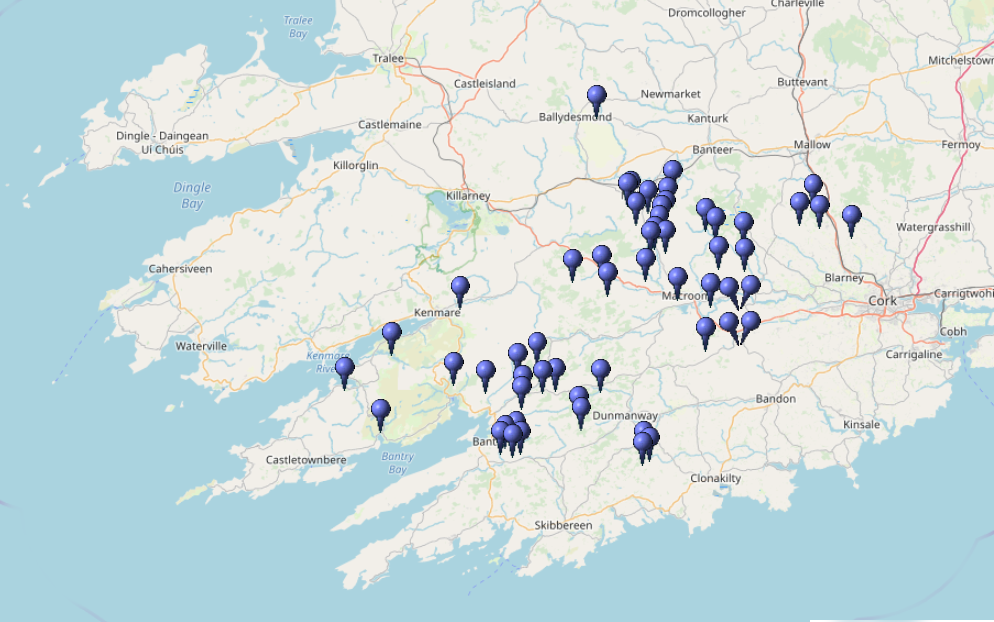
Fünfsteinigen Kreise

Die 55 fünfsteinigen Kreise Irlands bestehen aus einem Ring oder einer D-förmigen Anordnung von selten mehr als mittelgroßen, einzeln stehenden Steinen, deren Anzahl fünf beträgt (z. B. Carrigagulla, Cullomane, Derreenataggart, Glanbrack, Kealkill, Knocknakilla, Knocknaneirk Nord, Lettergorman SW oder Uragh). Ihr Durchmesser schwankt zwischen 2,3 und 5,0 Metern. 
Im Osten befindet sich ein Cairn aus ziemlich großen Steinen, von denen die äußeren den Eindruck erwecken, dass es hier einen zweiten Kreis gegeben haben könnte. Neben dem Cairn steht ein etwa einen Meter hoher Menhir (englisch Standing stone).
In der Nähe liegen der Steinkreis von Kealkill und die Steinreihe von Maughanasilly.